# Strukturalizm (filozofia)
Strukturalizm – stanowisko metodologiczne w najogólniejszym sensie głoszące, że do zrozumienia pewnych zjawisk potrzebne jest uchwycenie struktury, w której one występują, lub budowa takiego modelu, który wyjaśnia ich rolę w ich środowisku. Strukturalizm nie jest ruchem jednolitym, nie ma wytyczonego programu; „jest pewnym stylem myślenia formalnego w naukach humanistycznych”, który cechuje się deprecjacją roli podmiotu w poznaniu.

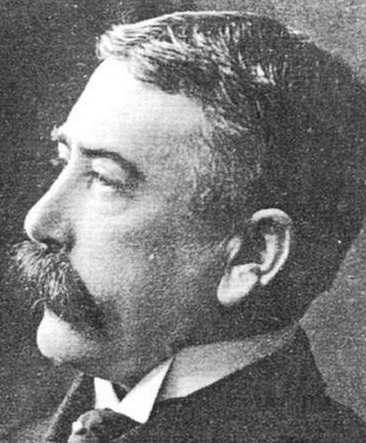
Ferdinand de Saussure

## Początki strukturalizmu
Strukturalizm narodził się na początku XX w. w językoznawstwie za sprawą szwajcarskiego językoznawcy Ferdinanda de Saussure. Wbrew dominującym poglądom głosił on, że dany znak rozpoznajemy poprzez opozycję do innych znaków występujących w danym systemie. Tak więc aby rozumieć dany znak (w tym przypadku językowy) musimy znać cały język – całą strukturę, w której ten znak występuje. Strukturalizm postulował, aby język badać nie jako luźny zbiór elementów, ale jako system wzajemnie sprzężonych relacji.
Dominującą wówczas metodologią nauk była metodologia pozytywistyczna, wyjaśniająca problemy przez rozbijanie ich na najbardziej podstawowe elementy, szukająca wyjaśnienia zjawisk poprzez ich analizę i rozkład na atomowe składniki. Stąd dla pewnej grupy nauk – np. dla psychologii, biologii czy historii – strukturalizm, propagujący myślenie syntetyczne i intuicyjne, miał znaczenie przełomowe.

## Strukturalizm w filozofii, antropologii i etnologii
Strukturalizm zerwał z szeregiem dotychczasowych tendencji w myśli nowożytnej, w tym np.:
- pozytywistyczną koncepcją nauki, która gromadzi fakty szczegółowe, aby drogą indukcji docierać do wiedzy ogólnej[4];
- metafizyką egzystencjalną oraz chrześcijańskim personalizmem, które w centrum myśli postawiły kategorię osoby[4];
- indywidualizmem głoszącym prymat wolności jednostki ludzkiej[4];
- historyzmem, który redukuje zjawiska społeczne do projekcji jednostek lub grup społecznych[4].

Strukturalizm de Saussure'a głosił, że język jest systemem transcendentnym wobec świadomości mówiącego. De Saussure odróżnił system językowy (langue) od mówienia (parole), przy czym parole jest indywidualnym aktem realizacji języka, jest indywidualne, uboczne, przypadkowe, i dzięki temu różnorodne. Reguły i konwencje niezbędne do posługiwania się mową czerpiemy z języka – abstrakcyjnego, nieuświadamianego i biernie realizowanego przez jednostkę w samym akcie mówienia. Język jest zbiorem znaków i reguł ich łączenia (konwencji), bez których nie da się realizować mowy.
Ten wątek podjęli pół wieku później filozofowie nazywani dziś strukturalistami, z Claude Levi-Straussem na czele. De Saussure uznawał, że specyfiką języka jest fakt, że jest on pewnym obiektywnym mechanizmem; Levi-Strauss ten pogląd rozszerzył – uznał istnienie specyficznych właściwości ludzkiego umysłu, których celem jest wypracowywanie ogólnych mechanizmów, nie tylko w języku, ale we wszystkich zjawiskach społecznych.
Levi-Strauss wykorzystał pojęcie struktury do wyjaśnienia zjawisk niezrozumiałych na gruncie tradycyjnej, głównie pozytywistycznej metodologii, takich jak awunkulat czy mit. Tak więc awunkulat okazał się być nie przeżytkiem matriarchatu, ale znamieniem wewnątrzspołecznych reguł dotyczących krążenia kobiet w społeczeństwie. Levi-Strauss wykazał, że we wszystkich analizowanych społecznościach kobieta jest przekazywana mężczyźnie wyłącznie przez innego mężczyznę, i w sposób precyzyjny objaśnił ten mechanizm we wszystkich niewyjaśnialnych wcześniej przypadkach.
Analogicznie, mit okazał się nie być prymitywnym wyjaśnieniem niezrozumiałych zjawisk, lecz elementem znaczącym.

## Poststrukturalizm
Poststrukturalizm wiąże się przede wszystkim z osobą Michela Foucaulta. Zajmował się on „archeologią wiedzy”: analizował rozmaite pojęcia tak, by pokazać, że pewne oczywiste dla nas mechanizmy pojmowania świata są współczesnymi wynalazkami, nieznanymi wcześniej w dziejach.
Przykładem takiego mechanizmu jest pojęcie podmiotu, w świetle analiz Foucaulta – wynalazek kartezjański.